# Alfred Polgar

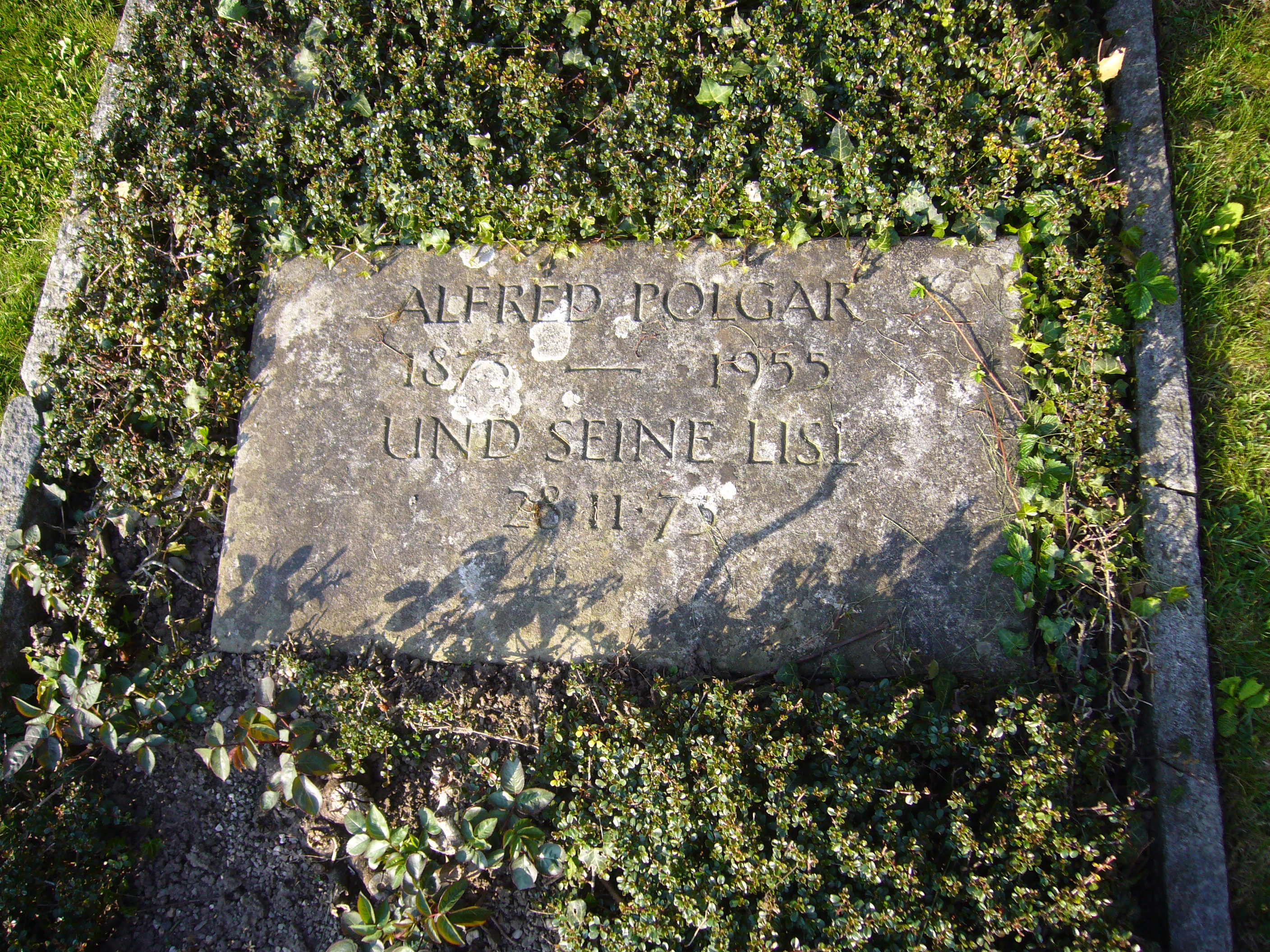
Grób Alfreda Polgara w Zurichu

Alfred Polgar, właśc. Polak (ur. 17 października 1873 w Wiedniu, zm. 24 kwietnia 1955 w Zurychu) – austriacki pisarz, tłumacz, satyryk i krytyk literacki.

## Życiorys
Urodził się w rodzinie zasymilowanych austriackich Żydów, jego matka była zawodową pianistką i prowadziła szkołę nauki gry na tym instrumencie. Alfred Polgar w 1895 ukończył szkołę handlową i rozpoczął pracę w redakcji Wiener Allgemeine Zeitung, gdzie początkowo był reporterem zdającym relacje z przebiegu obrad Trybunału i Parlamentu. Od 1905 rozpoczął regularnie pisać do magazynu „Die Schaubühne” wydawanego przez Siegfrieda Jacobsohna. Na ten okres datuje się również powstanie pierwszych utworów satyrycznych. Wraz z Egonem Friedellem napisał parodię twórczości Goethego, utwór ukazał się w 1908 pod tytułem Farsa w dwóch scenach. Jego przesłaniem było ukazanie bezsensu nauczania w szkołach o szczegółach twórczości i życiu Johanna Wolfganga Goethego, ponieważ wiedza ta po złożeniu egzaminów z literatury zostaje zapomniana. W tym czasie ukazuje się drukiem pierwsza książka Polgara Źródło problemu. Krytyka uznaje ją za wnikliwą analizę cech stałych bywalców wiedeńskiej Café Central, kawiarni gdzie autor wiele czasu spędzał w towarzystwie Petera Altenberga, Antona Kuha i Egona Friedella.
Alfred Polgar znał biegle węgierski, w 1913 przetłumaczył na niemiecki sztukę Ferenca Molnára „Liliom”. Nie było to tłumaczenie wprost, lecz adaptacja, Polgar przeniósł akcję opowiadania na wiedeński Prater i dodał prolog. Premiera sztuki miała miejsce 28 lutego 1913 na deskach wiedeńskiego Theater in der Josefstadt i od razu osiągnęła oszałamiający sukces.
Po wybuchu I wojny światowej Polgar znalazł zatrudnienie w Archiwum Państwowym, oprócz tego nadal pisał do magazynów, m.in. do ukazującego się na Węgrzech niemieckojęzycznej gazety Pester Lloyd. Po 1918 został szefem działu kulturalnego gazety Der Neue Tag. Dwa lata później opuścił Wiedeń i osiedlił się w Berlinie, tworząc tam publikował w Berliner Tageblatt i Prager Tagblatt. W 1921 ukazała się druga książka napisana wspólnie z Egonem Friedellem pt. Böse Buben Journal.
Gdy Adolf Hitler doszedł do władzy zaczęło się szykanowanie Żydów, wśród niszczonych publikacji były również książki Alferda Polgara. Stało się to przyczynkiem do jego wyjazdu do Pragi, a następnie do powrotu do Wiednia. Polgar nie przebywał w Wiedniu długo, gdy w 1938 III Rzesza zaanektowała Austrię wyjechał przez Zurych do Paryża. Osiadł tam i przystąpił do Austriackiej Ligi Intelektualnej, w 1940 miała miejsce inwazja Rzeszy na Francję i Polgar udał się do Marsylii, a następnie w październiku 1940 wyemigrował do Stanów Zjednoczonych. Znalazł tam pracę scenarzysty w hollywoodzkim Metro-Goldwyn-Mayer. W 1943 przeprowadził się do Nowego Jorku, wkrótce otrzymał obywatelstwo amerykańskie. Przez cały czas tworzył, mieszkając w Nowym Jorku pisał nie tylko do gazet emigracyjnych, ale również do amerykańskiego Time i wydawanej w Buenos Aires Panoramy. Mimo posiadanego obywatelstwa w 1949 zdecydował o powrocie do Europy, zamieszkał w Zurychu, gdzie zmarł w 1955 mając 83 lata.